# 아베 베룸 코르푸스
아베 베룸 코르푸스(Ave Verum Corpus)는 중세에 만들어진 짧은 성가이다. 내용은 성체 안에 현존하는 예수를 찬미하는 것이다.

## 가사
라틴어 가사는 다음과 같다.
Ave verum corpus,
Natum de Maria Virgine,
Vere passum, immolatum
In cruce pro homine,
Cujus latus perforatum 
fluxit aqua et sanguine,
Esto nobis prægustatum
mortis in examine. 
O Jesu dulcis, O Jesu pie,
O Jesu fili Mariæ.
한국어로 번역하면 다음과 같다.
동정녀 마리아에게서,
진정한 성체가 나심을 경배하나이다.
모진 수난, 십자가에 못박혀 죽으심은
인류를 위한 것,
뚫린 가슴에서
물과 피를 흘리셨네,
우리가 죽을 때에
그 수난을 기억하게 하소서.
오 좋으신 예수님, 오 자애로운 예수님,
오 마리아의 아들이신 예수님.

## 대표적인 아베 베룸 코르푸스
- 모차르트의 아베 베룸 코르푸스 D장조, KV 618
- 그레고리오 성가  아베 베룸 코르푸스